# Freie Volksschule Solothurn
Die Freie Volksschule Solothurn (FVS) war eine reformpädagogische Schule im Raum Solothurn in der Schweiz.

## Geschichte
Die Schule wurde in den Jahren 1987 und 1988 konzipiert und gegründet. Zu den Gründern gehörten die Lehrerinnen Rita Brotschi und Suzanne Stauffer, die auch später die Schule pädagogisch mitgeprägt haben.
Im April 1988 wurde zuerst die Primarschule (1.–6. Klasse) angeboten, ab 1996 auch die Orientierungsstufe bis zur 9. Klasse. 2008 wurde die Basisstufe eingeführt für Kinder von vier bis etwa acht Jahren.
Im Juli 2010 wurde der Schulbetrieb wegen zu geringer Schülerzahlen geschlossen.
Pädagogisch orientierte sich die Schule an Célestin Freinet und Maria Montessori. Zum Konzept gehörte: Tagesschule mit Blockzeiten, Beurteilungsgespräche ohne Noten, kleine jahrgangsübergreifende Lerngruppen, Mittagstisch mit Unterstützung der Eltern, Religionsunterricht in der Form einer jährlichen Religionswoche, Projektarbeiten im Sachunterricht sowie regelmässige geschlechtergetrennte Lektionen und Projektwochen.
Der Schulbetrieb fand nacheinander in mehreren Häusern statt: Zuerst in der «Hexenburg» in Solothurn, dann an der Gartenstrasse in Langendorf und ab 2007 im Gotthelfhaus in Biberist. Träger der Schule war der gemeinnützige Verein Freie Volksschule Solothurn.

## Vorreiterrolle Tagesschule
Die FVS wurde von Anfang an als Tagesschule konzipiert. Im Jahr 1991 erwähnte der Schuldirektor der Stadt Solothurn, angesprochen auf die Freie Volksschule, dass ein Bedürfnis, allerdings «nicht riesig», für eine Tagesschule vorhanden sei. Auch überregional wurde von der FVS als Modellschule berichtet. Obwohl die Erziehungdirektorin des Kantons Solothurn die Vorteile von Tagesschulen anerkannt hatte, war die FVS im 2002 immer noch die einzige Tagesschule für die ganze obligatorische Schulzeit im Kanton. Seit 2008 bietet die Stadt Solothurn Tagesschulen an.

## Geschlechterspezifischer Unterricht
Im September 1992 führte die Schule erstmals eine geschlechtergetrennte Mädchen- und Bubenwoche durch. Ab 1999 wurden diese Wochen alljährlich durchgeführt. Es gab auch wöchentliche geschlechterspezifische Lektionen.

## Rezeption
Zu den öffentlichen Werken der Schule gehören:
- die, im Rahmen einer Tagung der Vereinigung freier Schulen der Schweiz (VfSS) in Solothurn im 1993 mitorganisierte Podiumsdiskussion zum Thema «Entstaatlichung der Schule», bei der Bildungsexponenten aus verschiedenen Kantonen teilnahmen.[5]

- der illustrierte zweisprachige Pyramidenroman «Mille Chemins - Viele Wege führen zum Ziel», mit einem Anfang und 23 Enden[6]. Im 2001 wurde er von Schülern der FVS und der «École de La Grande Ourse» in La Chaux-de-Fonds geschrieben.

## Förderpreis
Im Jahr 2002 hat die Schule vom Verband der KindergärtnerInnen Solothurn (jetzt Fraktion Kindergartenlehrpersonen des Verbandes Lehrerinnen und Lehrer Solothurn LSO) den Förderpreis «Sprungfeder» für ihre nachhaltige Arbeit zu Gunsten einer geschlechtergerechten Schule erhalten.